# Titoceres jaspideus
Titoceres jaspideus is een keversoort uit de familie boktorren (Cerambycidae). De wetenschappelijke naam van de soort is voor het eerst geldig gepubliceerd in 1835 door Audinet-Serville.